# Max Lorenz
Max Lorenz (Max Sülzenfuß) (Düsseldorf, 10 de mayo de 1901 - Salzburgo, 11 de enero de 1975) fue un célebre tenor alemán, especializado en las óperas de Richard Wagner.

## Inicios
Estudió con Ernst Grenzebach en Berlín debutando en la Semperoper de Dresde en 1927 como un secundario Walther en Tannhäuser bajo la dirección de Richard Strauss, quien lo invitó a cantar en su ópera más reciente, la La Helena egipcia (1928).
Favorito de los directores Fritz Busch y Wilhelm Furtwängler, se convirtió rápidamente en uno de los tenores heroicos más famosos del mundo, como Tristan, Siegfried, Parsifal, Tannhäuser, Walther además de Otello, Florestan, Rienzi, Baco, Radames y Herodes.

## Trayectoria

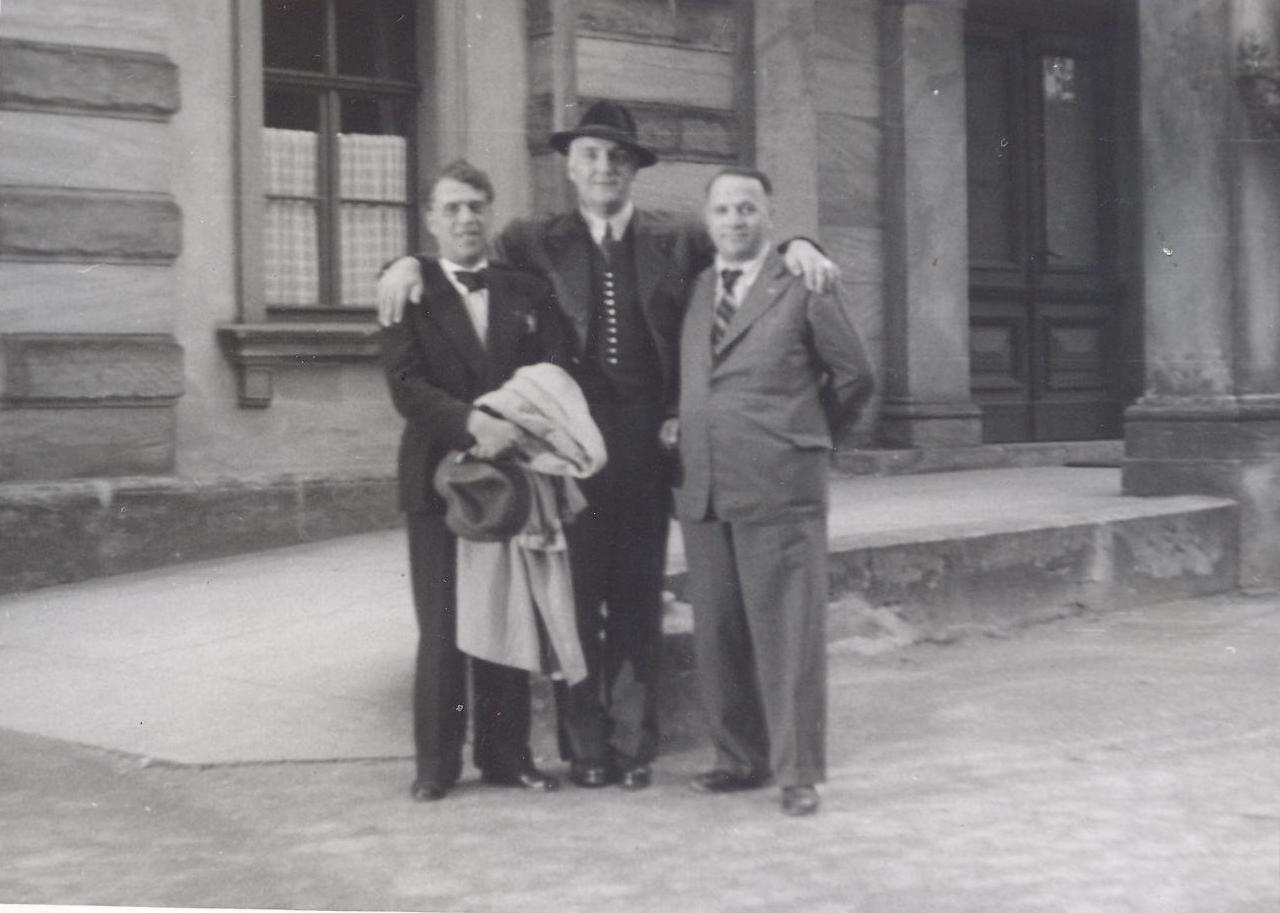
Venedikt Bobchevski, Max Lorenz y Dragan Kardjiev

Entre 1929 y 1944 perteneció al ensemble de la Staatsoper Berlin cantando en el Metropolitan Opera (1931-34), en el Covent Garden (1934-37) y en el 
Teatro Colón de Buenos Aires, donde llevó a cabo varias representaciones de óperas de Richard Wagner:Tannhäuser (1935), la tetralogía El Anillo del Nibelungo dirigida por Fritz Busch, interpretando los papeles de Froh, Siegmund y Siegfried (1935) o Tristán e Isolda (1938), con Anny Konetzni y Karin Branzell. Entre 1936 y 1944 integró el reparto de la Wiener Staatsoper.
Fue uno de los cantantes más importantes del Festival de Bayreuth en la década de los treinta y de los cuarenta del siglo XX, donde fue favorito de su directora, Winifred Wagner y de los principales directores en aquel momento, Heinz Tietjen y Wilhelm Furtwängler. Allí cantó Lohengrin, Tristán, Walther von Stolzing, Siegmund, Siegfried y Parsifal.
Admirado por Hitler, se había casado con Charlotte Lorenz, de ascendencia judía, quien evitó ser internada en el campo de concentración de Theresienstadt gracias a la intervención de figuras de la cúpula del partido. Asimismo, su bisexualidad originó tensiones entre la administración del Festival y los dirigentes nazis.
Después de la Segunda Guerra Mundial se nacionalizó austriaco. En 1947 volvió al Teatro Colón para interpretar de nuevo El Anillo del Nibelungo bajo la batuta de Erich Kleiber, junto a Astrid Varnay, Rose Bampton y Emmanuel List.
En 1948 fue Tristan con Maria Callas en Génova, dirigidos por Tullio Serafin, y en 1950 en La Scala, dirigido por Victor de Sabata con Gertrud Grob-Prandl y Siegfried bajo la dirección de Furtwängler con Kirsten Flagstad.
Tras la reapertura del Festival de Bayreuth en 1951, regresó en 1952 y 1954, cantando Siegfried y Siegmund, respectivamente, en sendos Anillos del nibelungo dirigidos por Joseph Keilberth.
Hacia 1955 su voz dio señales de fatiga y se refugió en papeles de tenor de carácter. Cantó en el Festival de Salzburgo Josef K en Der Prozess de Gottfried von Einem, Penelope de Rolf Liebermann y Das Bergwerk zu Falun de Rudolf Wagner-Régeny en 1961. 
Participó en varias obras contemporáneas y en papeles de carácter hasta su retiro.
Se dedicó a la enseñanza y entre sus alumnos se contaron los tenores Jess Thomas y James King, especializados también en el repertorio wagneriano y habituales del Festival de Bayreuth en los años sesenta y setenta.

## Discografía de referencia
- Berg: Wozzeck / Böhm
- Egk: Irische Legende / Szell
- Liebermann: Penelope / Szell
- Pfitzner: Palestrina / Heger
- R. Strauss: Ariadne Auf Naxos / Böhm
- R. Strauss: Elektra / Mitropoulos
- R. Strauss: Salome / Keilberth
- Von Einem: Der Prozess / Böhm
- Wagner: Der Fliegende Holländer / Reiner
- Wagner: Der Ring Des Nibelungen / Furtwängler, La Scala
- Wagner: Die Meistersinger / Wilhelm Furtwängler, Bayreuth 1943
- Wagner: Die Walküre / Keilberth, Bayreuth 1954
- Wagner: Götterdämmerung / Keilberth, Bayreuth 1952
- Wagner: Rienzi / Rother
- Wagner: Tristan Und Isolde / De Sabata, La Scala 1950
- Wagner: Tristan Und Isolde / Heger, Berlín 1943
- Wagner: Tristan Und Isolde / Schmidt-isserstedt, Hamburgo 1949
- Wagner: Tristan Und Isolde /Erich Kleiber, Buenos Aires 1938